# Tutanchamonova třída vozíků
Tutanchamonova třída vozíků představuje určitou historickou etapu vývoje vozatajství a použití vozíků primárně pro vojenské účely, později i společenské a sportovní. Jejich sofistikovaná konstrukce, ověřovaná jízdními vlastnostmi a přijatelnou odolností proti provoznímu poškození v dynamickém systému namáhání, byla a stále je inspirativní pro následné generace. Věrohodné údaje o nich se datují do období 17. dynastie a obdobně i další archeologické nálezy v širším geografickém pojetí.

## Historický vývoj
| B23B | S29 | t · Y1 | \| \| | S29 | S29 | G17 | t · E6 |
|      |     |        |       |     |     |     |        |

|  |

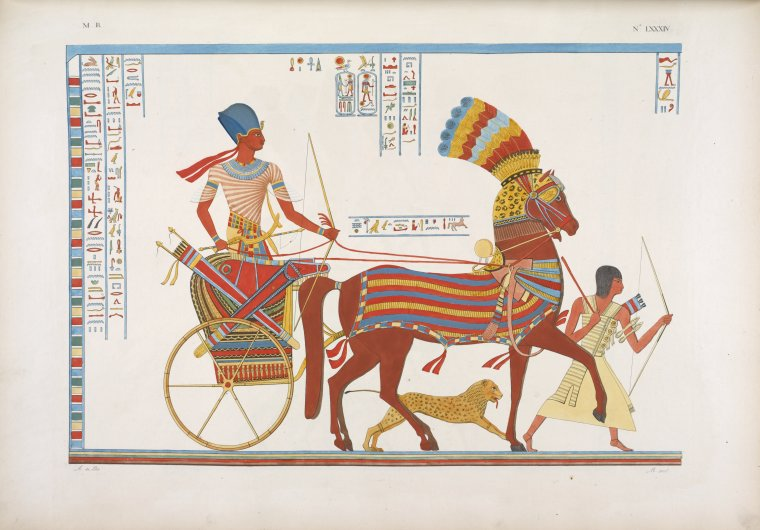
Egyptský vozík Tutanchamonovy třídy; 19. dynastie Ramesse II.

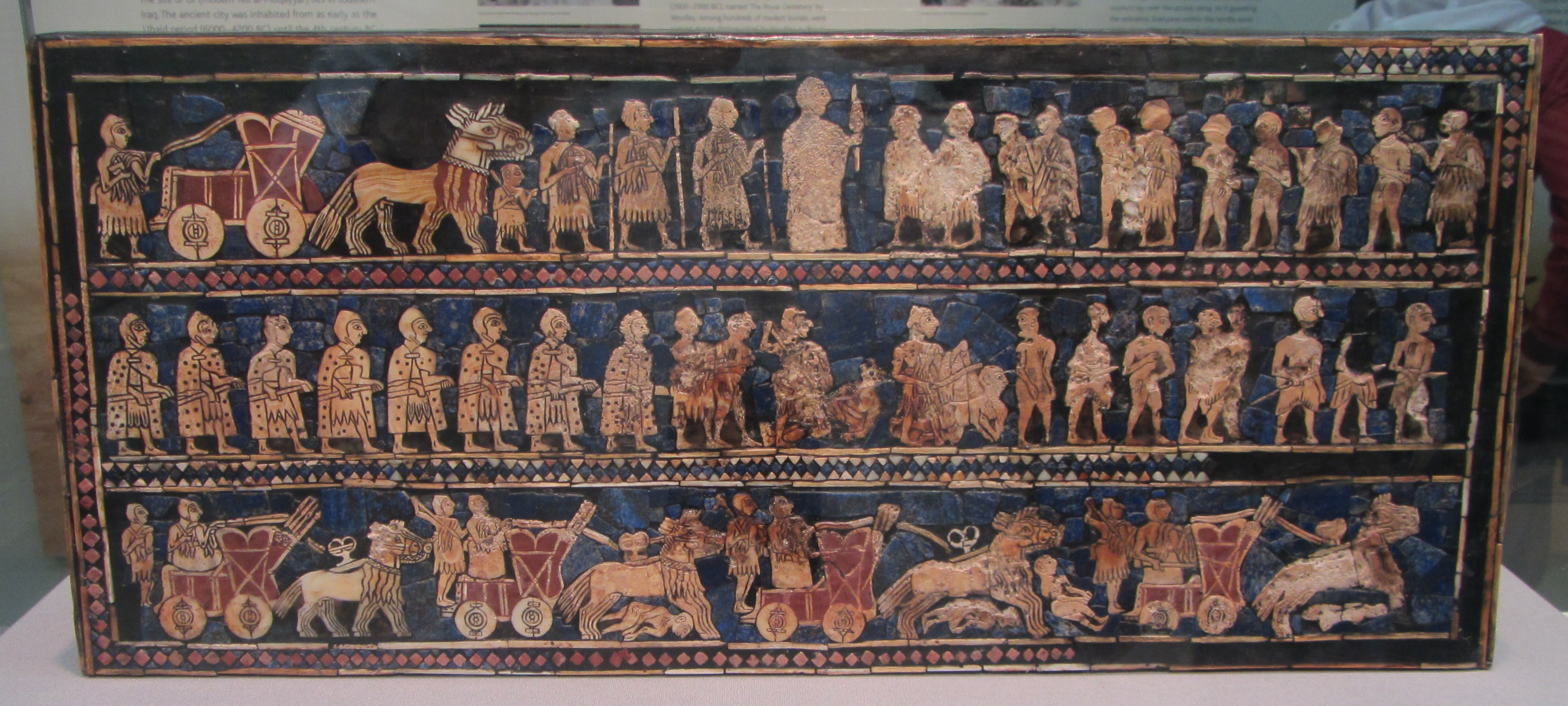
Nález v hrobce; královská nekropole v Ur v jižním Iráku, ~2600–2400 př. n. l. Britské muzeum Londýn

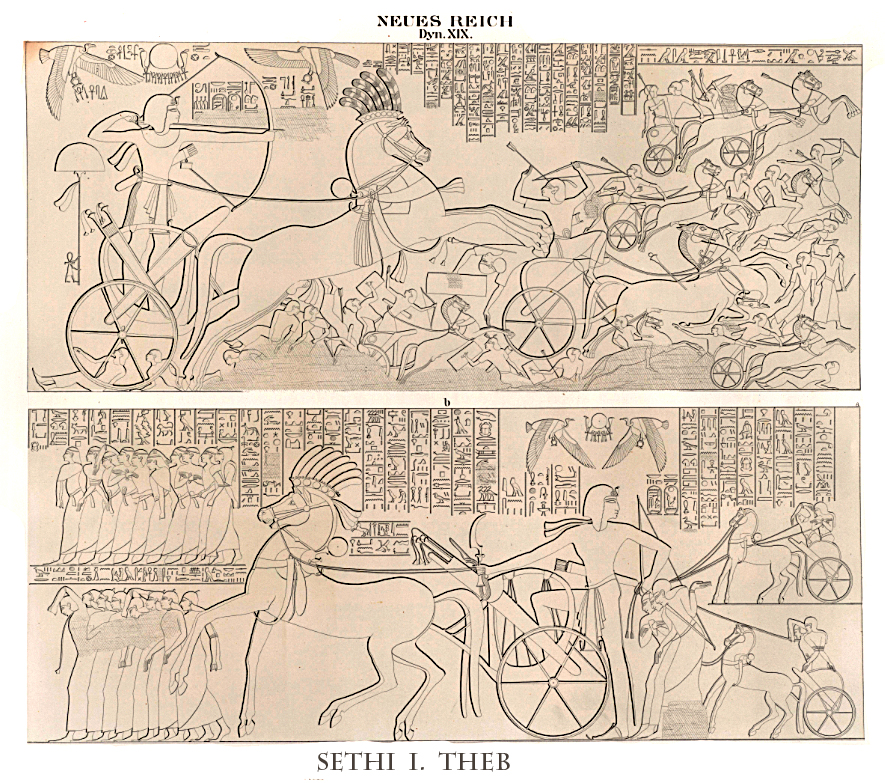
Sethi I. na bojovém vozíku; Theby Karnak

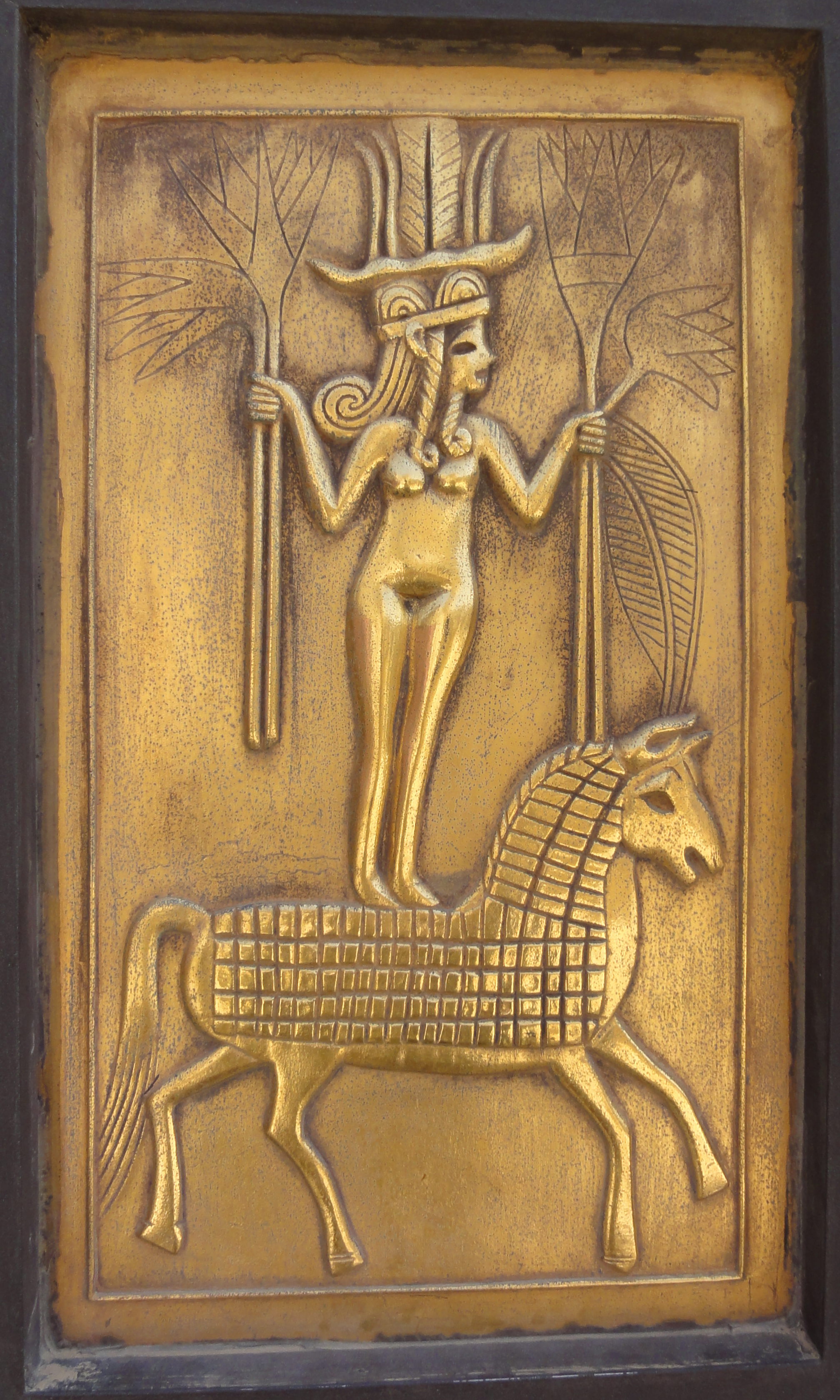
Bohyně Astarte na koni, Muzeum Jeruzalem

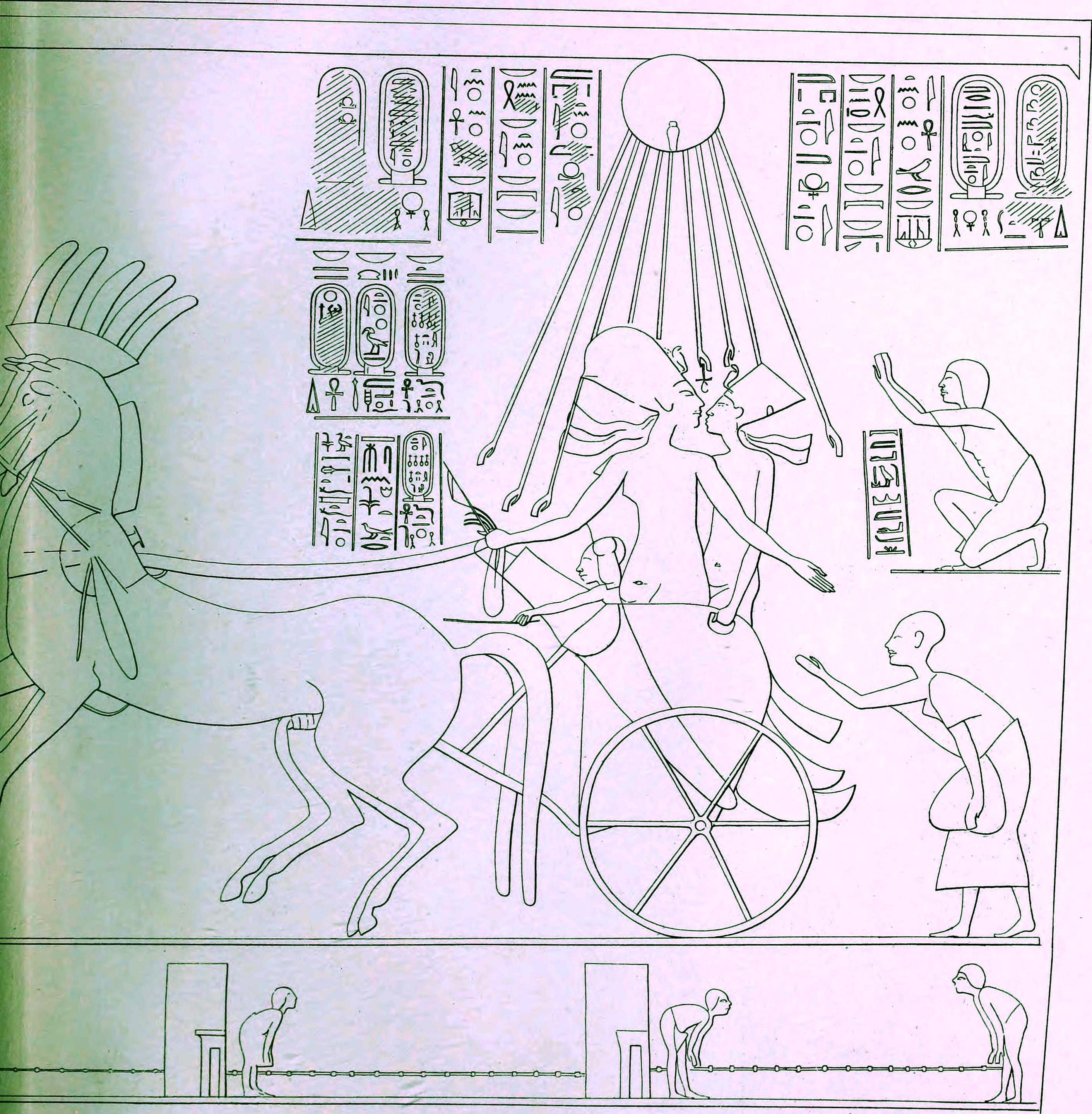
Tutanchaton, Nefertiti na vozíku vítá dcera Neferneferuaton Tašerit

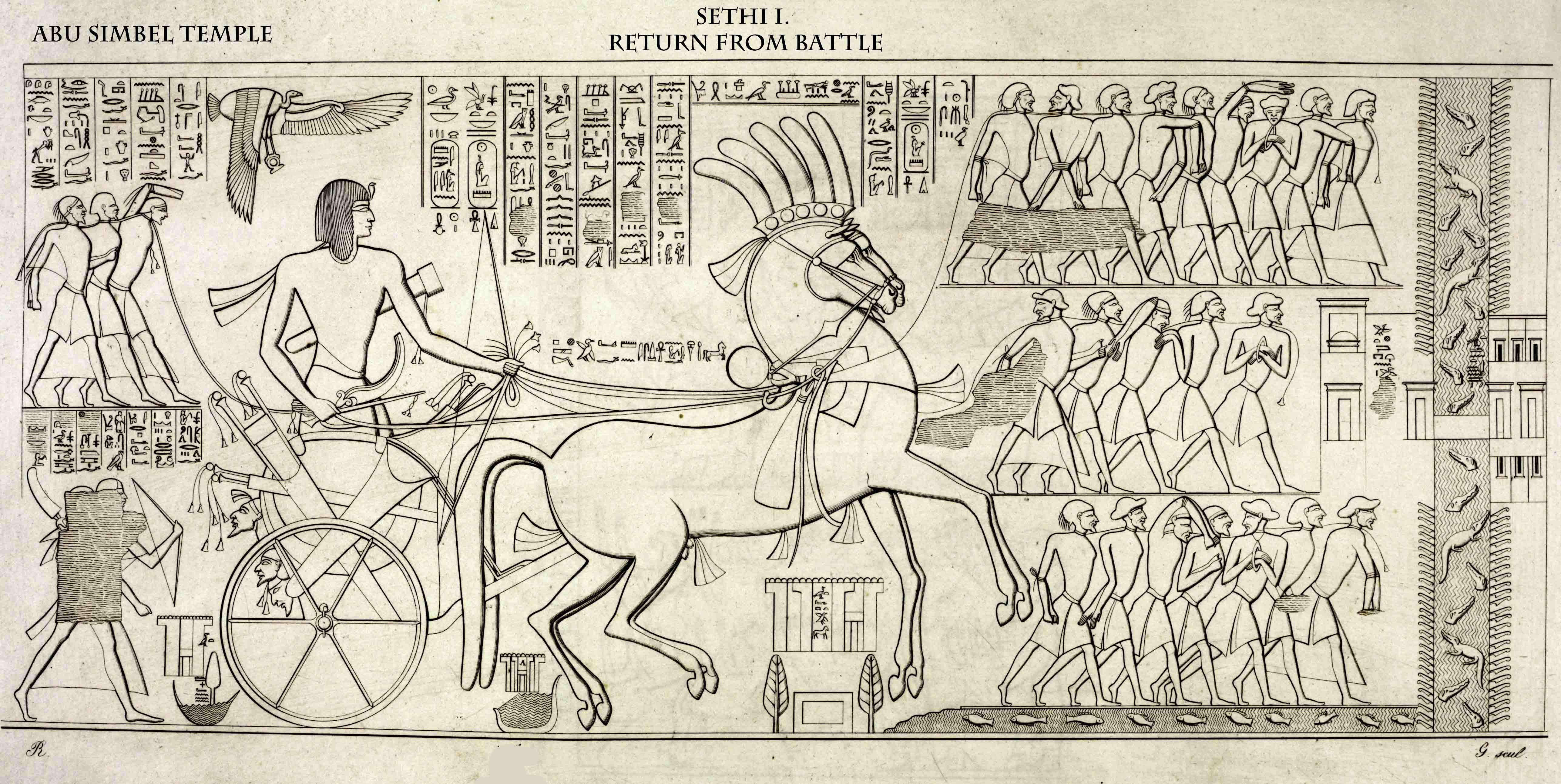
Seti I. se vrací z bitvy; jeho služebníci zajišťují překročení řeky

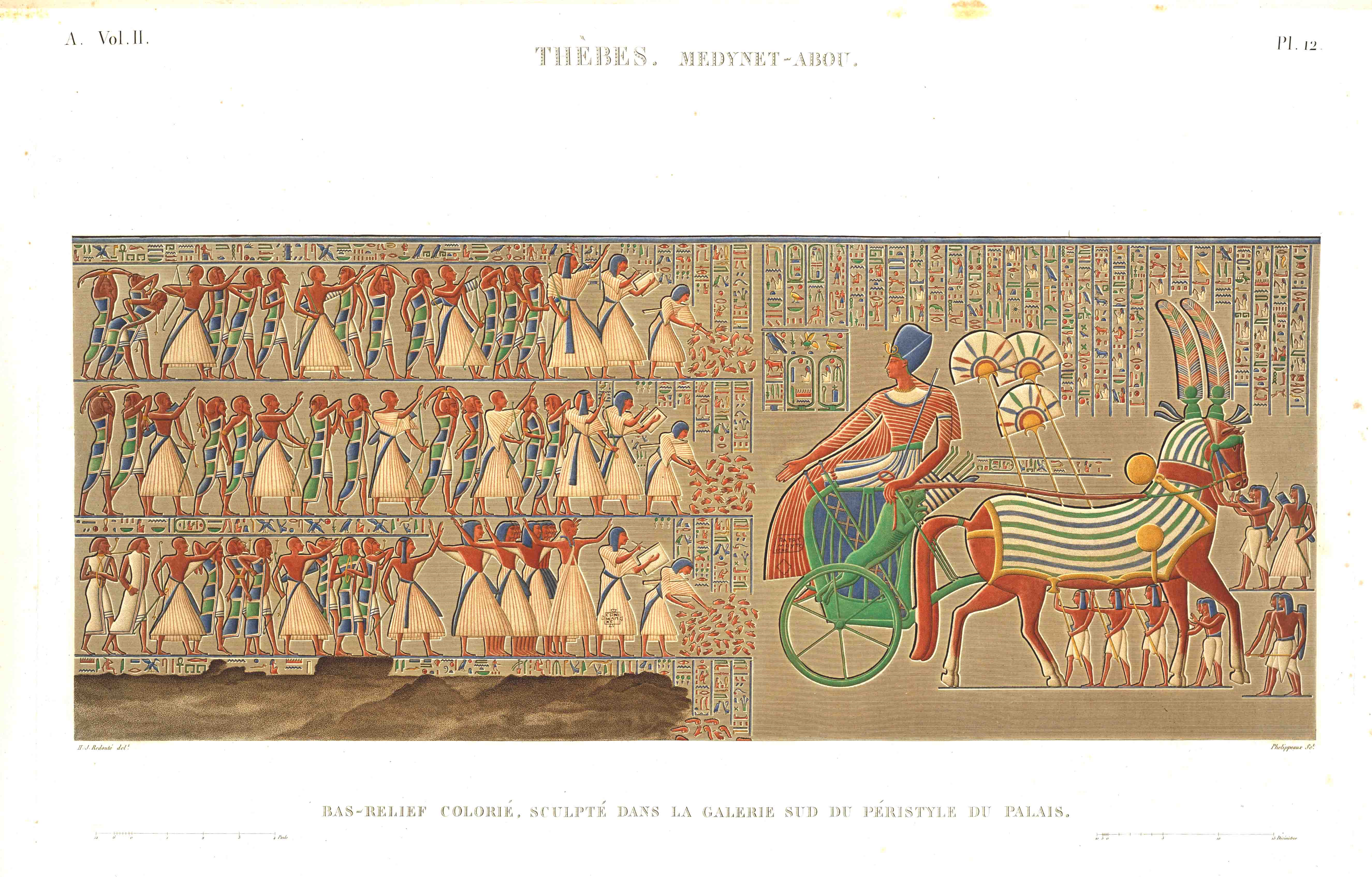
Ramses II. je vítán občany v Thébách

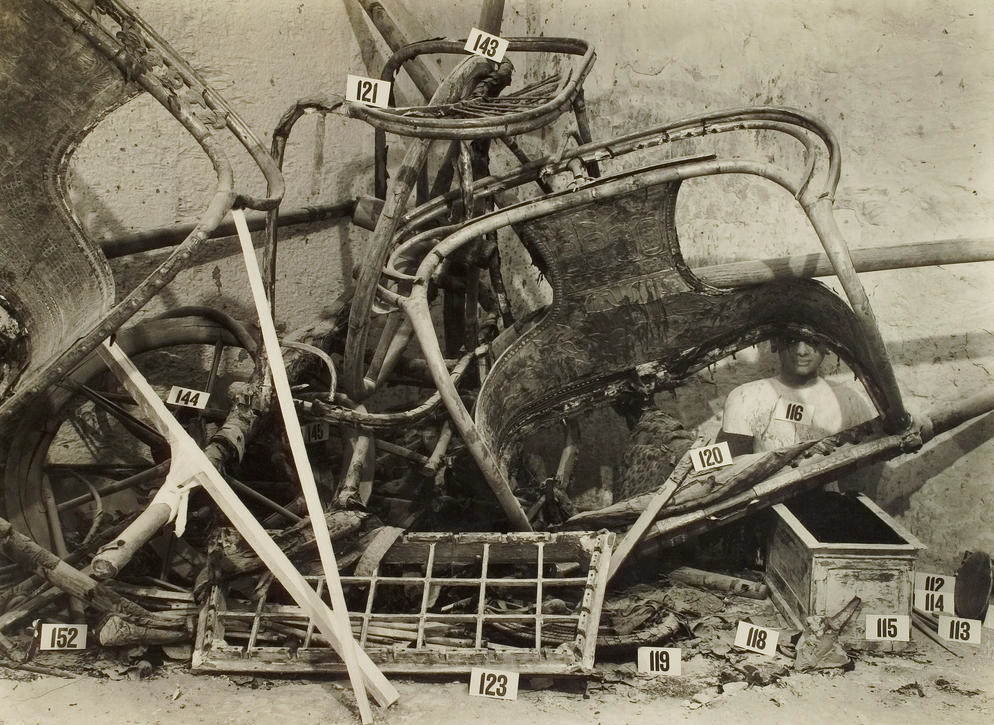
Původní nález v hrobce KV62; rozložené částí dvojkolek

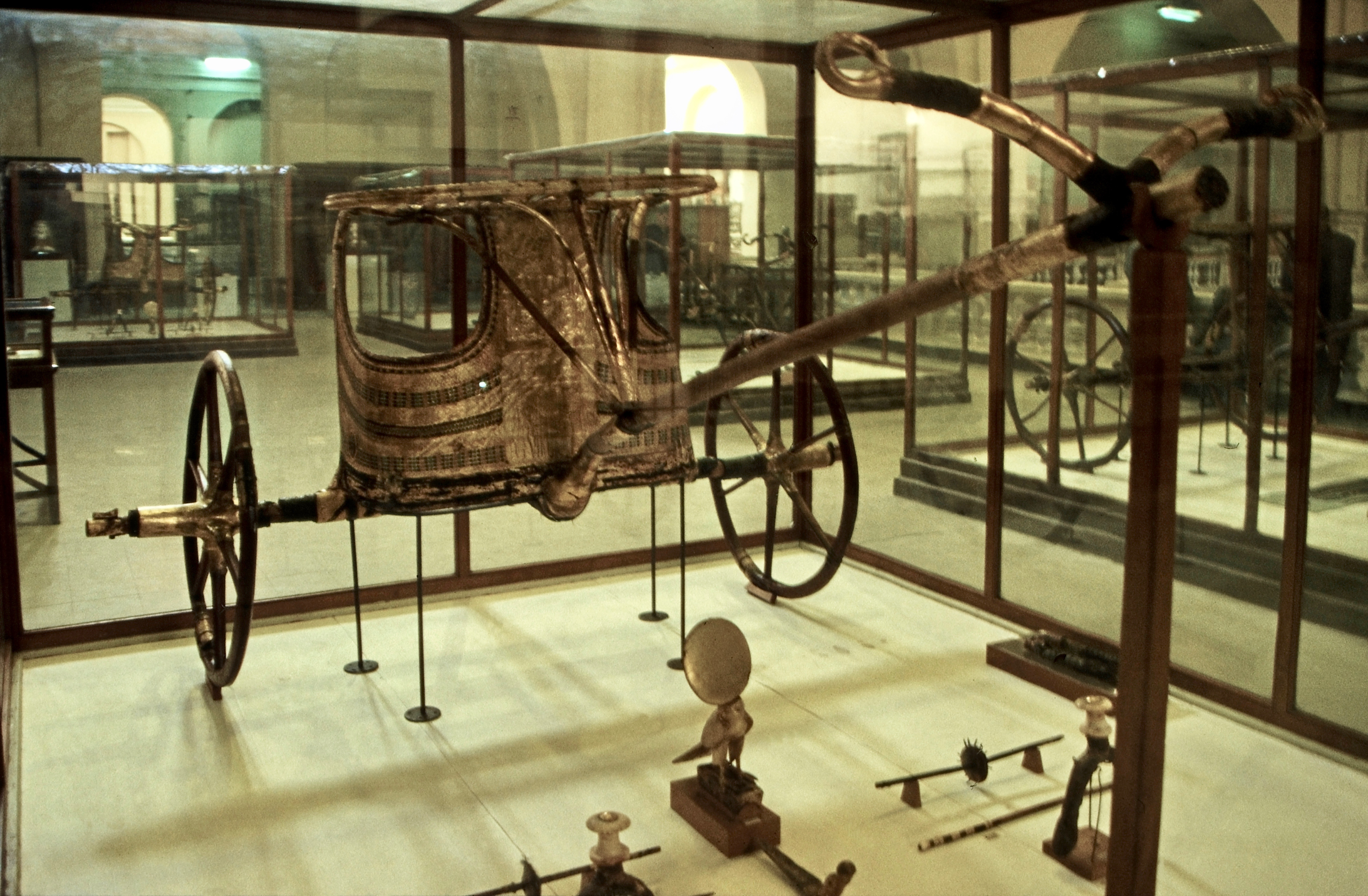
Restarovaný vozík z hrobky Tutanchamona KV62 ; Egyptské Muzeum, Káhira

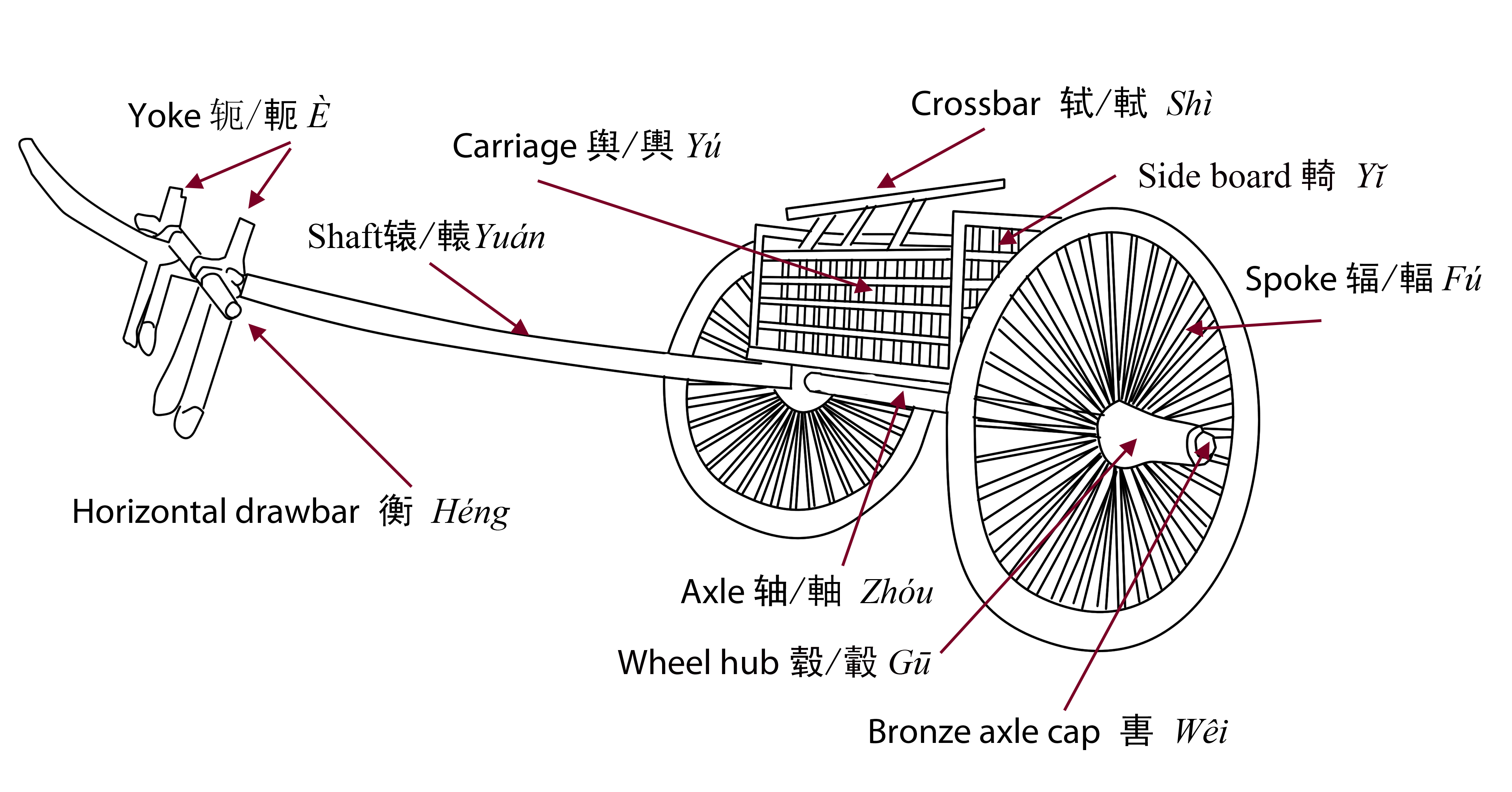
Čínský dvoukolový vůz před dynastií Han (~200 př. n. l.)

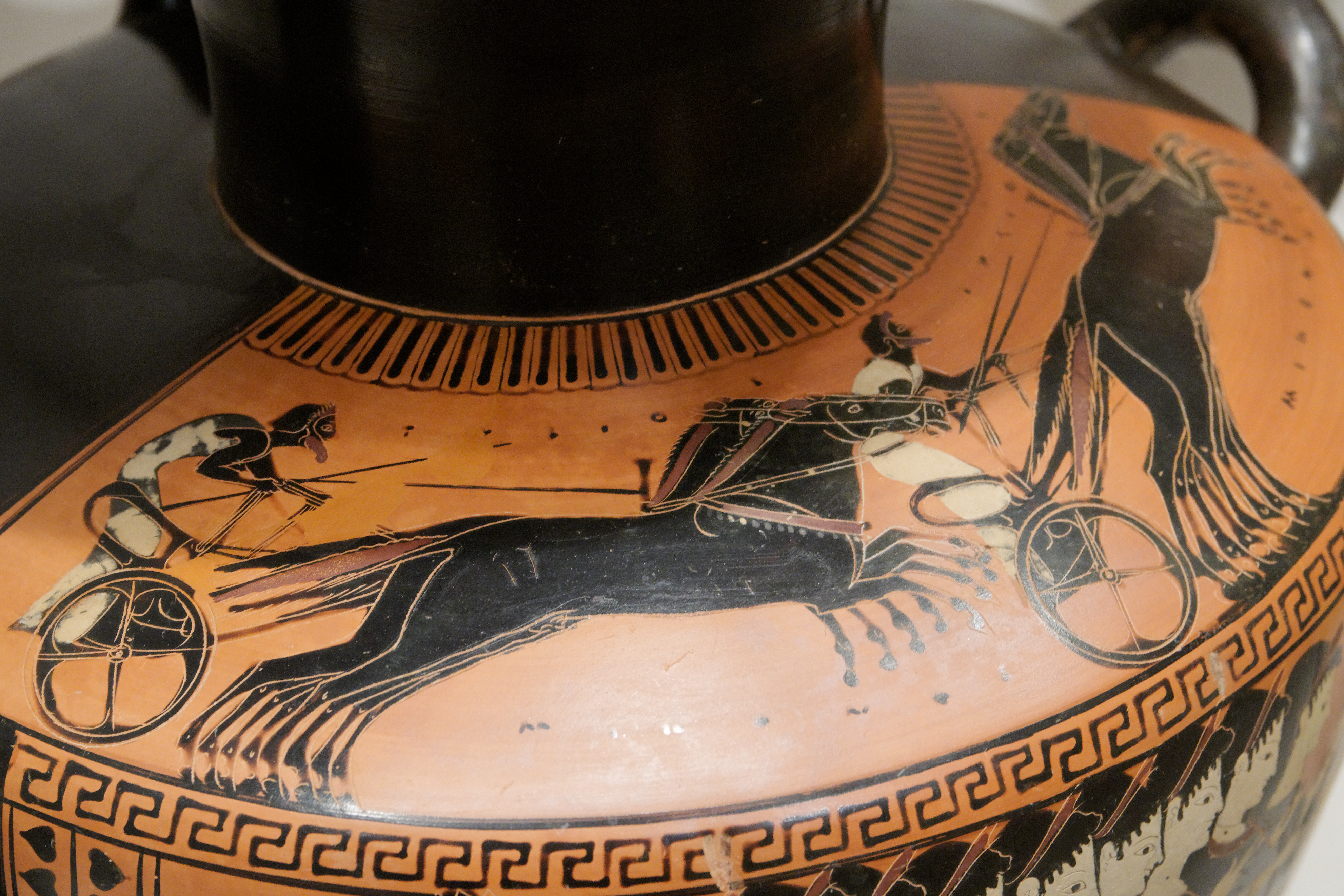
Závod vozíků; starověká řecká nádoba na vodu ~500 př. n. l.

Historicky uváděným předchůdcem válečného vozu byl vozík ze Sumeru, vozidlo s masivními dřevěnými koly taženými osly, které nabízelo vyvýšenou plošinu, ze které mohl velitel vidět svoje jednotky. V severní Sýrie a Kappadokie byly nalezeny válcové pečeti z konce třetího tisíciletí př. n. l., zobrazující obrázky dvoukolového vozíku taženého dvojicí koní. Kola těchto vozíků již měla konstrukci čtyř paprsků.
Vozy s paprskovými koly byly původně vyvinuty v Sýrii nebo Severní Mezopotámii již na počátku 2. tisíciletí př. n. l. a rychle se rozšířily po celém Blízkém východě. Vozy z Mezopotámie, Egypta, mykénského a archaického Řecka, Číny a Evropy s lehkými a pružnými paprskovými koly z dochovaných nálezů starověkých vozů, kamenných reliéfů a vázových maleb se nyní využívají pro designovou studii dvojitého vozu a jeho historické evoluce. Rekonstrukce dvojitého vozu nalezeného v Anyangu v Číně ukazuje, že vozová doprava a vojenské aplikace mají hlubší kořeny vyplývající ze sociálně mocenského vývoje a chování koncentrovaných komunit.
Do Egypta byli v nějaké době zavlečeni, Hyksósy, nebo také některými skupinami, které je Egypt do té doby neznal, případně se s nimi Egypťané setkali při svých výbojích v Malé Asii. Bylo to taková novinka, že Egypťané o nich neměli ani příslušné slovní vyjádření a nazývali je pomocí semitských slov pro koně a vozy. Ostatně v Levantě byl kůň jako tažné zvíře vysoce oceňován a nábožensky spojován s bohyní Aštarté, která byla známá jako „Paní koní“ a byla také uznávanou bohyní války. Syro-Palestinská božstva byla tak dovezena do Egypta. Egypťané vlastně potřebovali nová božstva, která by odpovídala novým a neznámým okolnostem, jako jsou vozy a koně, protože žádní praví egyptští bohové a bohyně nemohli automaticky saturovat zaužívané zvyklosti. Masovější rozšíření koní s vojenským vozidlem se uvádí až v období Nové říše.
Egypťané koně neznali téměř do poloviny druhého tisíciletí př. n. l., kdy je v 15. dynastie Hyksósové přivedli do Egypta (~1650 př. n. l.). To již bylo pro Egypťany příliš pozdě, aby uznali koně jako posvátné zvíře určitého egyptského božstva. Vynořují se v tomto hávu s královskými kontexty až během 18. dynastie a motiv bohyně Aštarté, jedoucí na koni, se zdánlivě přesouvá do náboženství obyčejných lidí v 19.dynastii. Kůň sám tedy nebyl uctíván jako takový, přestože byl pro Egypťany na bitevním poli velmi významným a rozhodujícím nástrojem. Náboženská role Aštarté a její vztahu ke koním a válečným scénám, byla ovšem přijímána za královskou bohyni již v období vlády Amenhotepa II. Scéna znázorňujícího vozataje dvojkolky tažené koněm, pochází z chrámu El Kab hrobky č.3., datované do 17. dynastie, (Kamose ?).
| O4 | X1 | D21 | M6 | E6 | Z2 | \| \| | G43 · r | r | M17 | M17 | t | T17 |
|    |    |     |    |    |    |       |         |   |     |     |   |     |

|  |

"stáli ve svých vozech"

Definice vozatajství je: „Vojenské jednotky tažené koňmi, které operují společně v disciplíně
 se specifickou taktickou misí, a které nemohou existovat mimo rámec formálního trvalého vojenského zřízení"
. 
Na počátku amarnského období byl egyptský vůz základní zbraní přičemž již letopisy Thutmose III. dokládají jeho zásadní význam. Kromě prominentního použití vozu během válek, je však dokumentován také v jiných kontextech, jako byl lov, sport či jako profánní prostředek pohybu. Ve většině případů jsou muži vyobrazeni na vozech a také zmíněni v textech. Ale od 18. dynastie až po řecko-římské období existují také texty a reprezentace, které spojují ženy, jako jsou dvorní dámy, princezny, královny a bohyně, s těmito vozy. Jejich celkový počet byl však malý, ale v rámci této malé skupiny je citelný jejich výrazný nárůst za vlády Achnatona a Tutanchamona.
V 18. dynastii je bohyně Astarte zmíněna na vnější straně vozové skříně Thutmose IV (1397–1388 př. n. l.). V hrobce Panehesi  v Amarně z doby vlády Achnatona (1351–1334 př. n. l.) se Nefertiti a její manžel objevují sami na svých vozech, za nimi následují čtyři princezny na dvou vozech, dvě dívky na vozidlo, přičemž jedna z nich drží vládu. Scéna také ukazuje dvojice dvorních dám na voze, řízené vozatajem. Podobný výjev je doložen v hrobce Meryre I., v obou hrobkách je Nefertiti vyobrazena sama na svém voze. Ve třech scénách z hrobek Mahua a Ahmese v Amarně jsou Achnaton a Nefertiti vyobrazeni společně s dcerou ve voze. Scény na standardizovaných stavebních blocích nebo Talatát navíc ukazují Nefertiti a Achnatona společně na voze nebo Nefertiti doprovázenou vozatajem na voze. Na dalších blocích se objevují dvojice dvorních dam, které řídí muž.
Velmi neobvyklá scéna v hrobce Huy z doby Tutanchamona (1333–1323 př. n. l.) zobrazuje núbijskou princeznu na voze v doprovodu vozataje. Scéna není neobvyklá jen kvůli ženě, ale také proto, že vůz tahají voli místo koní. Navíc existují textové důkazy ze tří nápisů na vozech B a C z hrobky Tutanchamona, ve kterých je zmíněna jeho manželka Anchesenamon a je interpretována jako „spoluuživatelka“ vozů a nápisy jako textový protějšek výše zmíněných reprezentací z Amarnské éry, které zobrazují krále a královnu s dcerami na rodinném výletě s vozy a doprovodem, včetně ochránců.
Vozíky nebyly jen výhradní doménou mužů. Jedinečný příklad ženy na voze je zobrazen v chrámu Edfu z období Ptolemaiovců, zobrazující bohyni s lví hlavou stojící na voze, připomínající bohyni Sachmet, ale podle doprovodných nápisů identifikovanou jako Astarte. Ikonografické a textové doklady o ženách na vozech odhalují, že byly téměř všechny „soukromé“ povahy a kromě scény na ostraku neukazují válečný kontext. V kontrastu s tím, většina reprezentací mužů a uživatelů vozík, jsou ukazováni ve vojenském kontextu. Ženy na vozech používaly v Nové říši tento typický dopravní prostředek ve své vyšší společenské vrstvě.

## Tutanchamonovy vozíky v hrobce KV62
V hrobce Tutanchamona bylo nalezeno šest vozů, z toho 2 vládní, 2 těžké otevřené, otevřený těžký vůz z "pokladnice hrobky" a jeden lehký menší. Dva z nich byly velmi zdobené a nezdá se, že by byly před uložením do hrobky použity. Sestava dvou "státních vozů", jak je Carter nazval, jsou uzavřeny tenkým dřevěným obložením zcela pokrytým podkladovým nátěrem a zlatem a dále zdobené intarziemi sklem a slonovinou. Koleska dvou rozbitých vozů v „pokladnici“ byla částečně pokryta kůží (již zteřelé), která byla původně zdobena zlatým překrytím. Dva prostší vozy v předsíni měly otevřené rámy, které nebyly obloženy dřevem ani kůží. Dva vozy, nebo části vozů byly také nalezeny v hrobkách 18. dynastie jak je například popsán nález kompletního vozu v hrobce Yuya a Tuya
 Kromě uvedených byl nalezeny četné oddělené části vozíků, pozornost si zaslouží konstrukce dřevěného loukoťového kola ze dvou do tvaru "V" ohnutých dřevěných vzpěr, po zakroužením slepených a potaženého zelenou kůží. U zachovalejších kusů se spoj dá rozlišit jen při optickém zvětšení. Obvod kola v ráfku obepíná kožený popruh překrývající jazýčkové klíny spojů s loukotí. Některé, před uložením do hrobky nepožité, jsou pokryty nátěrem a zlatem. To vše ukazuje, že se jedná o mimořádně zručnou řemeslnou práci, dlouho zavedenými postupy a doladěné zkušenostmi z vlastní jízdní způsobilosti v nerovném terénu. Vozík neměl sedátko, vozataj stál vzpřímeně na pružně podlaze a ve vztahu k celé konstrukci v těžišti, čím se zajistila maximální stabilita při jízdě nerovným terénem. Koně se řídil opratěmi.
Vůz třídy Tutanchamon je prvním vysoce výkonným strojem, s největší pravděpodobností vyvinutý závodním a promyšleným mechanickým modelováním a testováním a vyrobený s vynikajícím řemeslným zpracováním. Komplexní systém odpružení, pružin a tlumičů, obsahuje jednoduché prvky, které se hodí pro rychlou reakci na nerovném terénu, a také některé dobře navržené a drahé komponenty a podsestavy pro výhody v dynamice konstrukce a jízdní kvalitě. Paprsky a klouby těchto vozů mají odolnost proti poškození jako u letadla a jsou sofistikovanější než u jakéhokoli veterána s dřevěnými koly. Podstatně lepší celkový design se starými stavebními materiály je obtížné si představit, i když použijeme naše znalosti a počítačové metody. Díky tomu je egyptský vůz vynikajícím příkladem originálního a pokročilého designu a impozantní výzvou v dalších inženýrských výzkumech zaměřených na plné pochopení úspěchů starověku.
Základní konstrukční prvky vozíků Tutanchamonovy třídy si i přes tisíciletí promítají až do moderní doby v podobě vozíků (sulek pro jezdecké závody klusáků.

## Epilog
Vůz třídy Tutanchamon je prvním vysoce výkonným strojem, s největší pravděpodobností vyvinutý závodním a promyšleným mechanickým modelováním a testováním a vyrobený s vynikajícím řemeslným zpracováním. Komplexní systém odpružení, pružin a tlumičů, obsahuje jednoduché prvky, které se hodí pro rychlou reakci na nerovném terénu, a také některé dobře navržené a drahé komponenty a podsestavy pro výhody v dynamice konstrukce a jízdní kvalitě. Paprsky a klouby těchto vozů mají odolnost proti poškození a jsou sofistikovanější než u jakéhokoli veterána s dřevěnými koly. Podstatně lepší celkový design se starými stavebními materiály je obtížné si představit, i když použijeme naše znalosti a počítačové metody. Díky tomu je egyptský vůz vynikajícím příkladem originálního a pokročilého designu a impozantní výzvou v dalších inženýrských výzkumech zaměřených na plné pochopení úspěchů starověku.Základní konstrukční prvky vozíků Tutanchamonovy třídy si i přes tisíciletí promítají až do moderní doby v podobě vozíků (sulek) pro jezdecké závody klusáků.

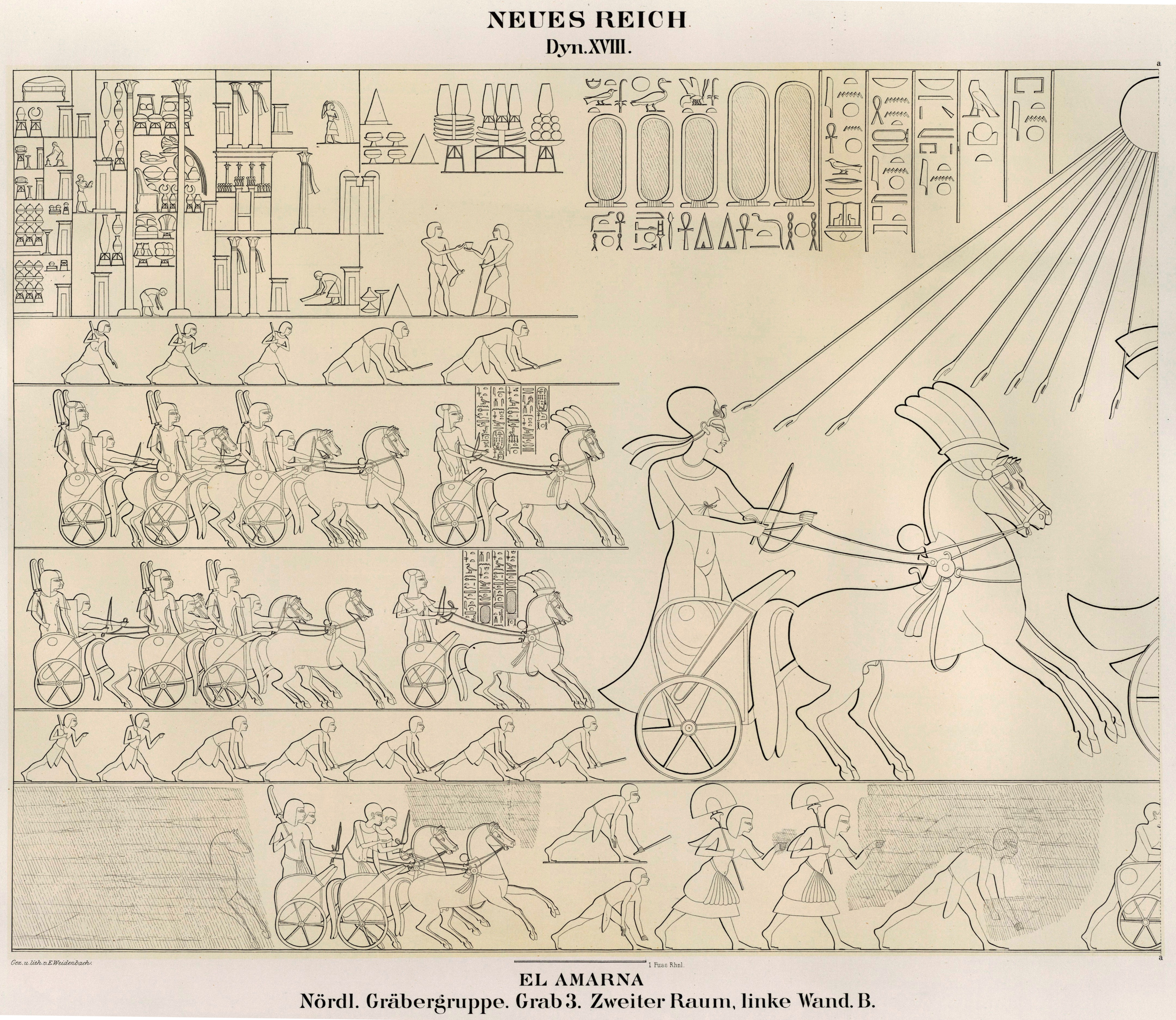
Rodinný výlet Achnatona a Nefertiti; El Amarna hrobka č.3